# قعل (البيضاء)

تعديل مصدري - تعديل

قعل هي إحدى قرى عزلة مذوقين بمديرية البيضاء التابعة لمحافظة البيضاء، بلغ تعداد سكانها 35 نسمة حسب تعداد اليمن لعام 2004.